# Georges Anderson
Pour les articles homonymes, voir George Anderson et Anderson.
Georges Anderson, né Georges Mouangue le 20 mai 1933 à Douala et mort en 2016, est un acteur, chanteur, guitariste et compositeur camerounais.

## Biographie
Pionnier de la musique camerounaise, Georges Anderson est connu pour avoir écrit, composé et chanté Muna Tété dans Muna Moto de Jean-Pierre Dikongué Pipa (1976) ainsi que les bandes originales de Soleil Ô de Med Hondo (1967) et Musik Man d'Ola Balogun (1977), deux films où il est également acteur. Dans Les Coopérants d'Arthur Si Bita, il incarne une personnalité de la chanson.

## Filmographie
- 1967 : Soleil Ô
- 1977 : Musik Man
- 1979 : Le Cavaleur : M. Baltimore
- 1980 : Les Sous-doués : le père de Togo
- 1980 : Le Coup du parapluie : le diplomate
- 1982 : Plus beau que moi, tu meurs : le sénateur
- 1983 : Les Coopérants
- 1983 : On l'appelle Catastrophe : Hyppolite Koko, le majordome